# 世耕弘成
世耕 弘成（せこう ひろしげ、1962年〈昭和37年〉11月9日 - ）は、日本の政治家。衆議院議員（1期）。学校法人近畿大学第4・6代理事長。
参議院議員（5期）、自由民主党参議院幹事長、自民党政務調査会長代理、自民党参議院政策審議会長、内閣官房副長官（第2次安倍内閣・第2次安倍改造内閣・第3次安倍内閣・第3次安倍第1次改造内閣、政務担当・参議院）、経済産業大臣（第22・23代）、内閣府特命担当大臣（原子力損害賠償・廃炉等支援機構）、原子力経済被害担当大臣、産業競争力担当大臣、ロシア経済分野協力担当大臣、国際博覧会担当大臣を歴任した。

## 来歴

### 出生から学生時代まで
大阪府大阪市生まれ、奈良県奈良市育ち。父・世耕弘昭、母・基子の長男。
1975年、奈良市立あやめ池小学校を卒業。大阪教育大学教育学部附属高等学校天王寺校舎を卒業。駿台予備学校を経て、1986年3月、早稲田大学政治経済学部政治学科卒業。
中学と高校の同級生に山中伸弥がいる。

### NTT
同年4月、日本電信電話（NTT）に就職。1990年よりNTTからの派遣でボストン大学コミュニケーション学部大学院へ留学し、1992年修了、企業広報論修士号を取得。帰国後、関西支社経理部経営管理担当課長、本社広報部報道部門報道担当課長を務める。

### 参議院議員
1998年11月、伯父、世耕政隆の死去に伴う参議院和歌山県選挙区の補欠選挙に自由民主党公認で出馬し、初当選。森派に入会した。2001年の第19回参議院議員通常選挙で再選。
参議院自民党副幹事長、同国会対策副委員長、自民党マルチメディア局長、同遊説局長等を歴任。2003年9月から2004年9月まで総務大臣政務官（地方行革担当）を務め、国会では主に総務委員会に所属。以降、参議院総務委員会理事、参議院自民党政策審議会副会長、自民党党改革実行本部事務局次長、同行政改革推進本部事務局次長、新憲法起草委員等を務める。学校法人近畿大学の副理事長にも就任。和歌山県護国神社奉賛会の会長を務めている。
2005年9月11日の第44回衆議院議員総選挙で自民党広報本部長代理および幹事長補佐として自民党のメディア戦略を担当した。党の「コミュニケーション戦略チーム」で広報戦略、IT戦略を担当。同年成立の障害者自立支援法の可決に大きな役割を果たす。
2006年9月26日、安倍内閣の内閣総理大臣補佐官に就任。2007年8月27日発足の第1次安倍改造内閣では広報担当の補佐官自体を置いておらず、首相補佐官を退任した。
2007年の第21回参議院議員通常選挙で3選。首相補佐官を退任後は、ねじれ国会となった同年9月の臨時国会以降の議院運営委員会筆頭理事に就任した。
2009年、中川秀直らが進めた麻生おろしに加わり、若手議員を中心にした速やかな政策実現を求める有志議員の会を結成し代表世話人に就任。
2009年自由民主党総裁選挙では河野太郎の推薦人として名を連ねた。谷垣禎一陣営有利の状況下で、自身の後援会を総動員し、地元和歌山県に割り当てられた党員票4票のうち3票を河野支持に確保した。
2011年4月14日、ODA削減案に反対する超党派連合のメンバーとして名を連ねる。
2011年10月1日、父・弘昭の死去を受けて近畿大学の第4代理事長に就任した。第5代には2013年に清水由洋が就任。
2012年10月5日、特別議員総会で、参議院自民党政策審議会長に就任した。併せて、自民党政策調査会長代理に就任した。

### 第2次安倍内閣発足後

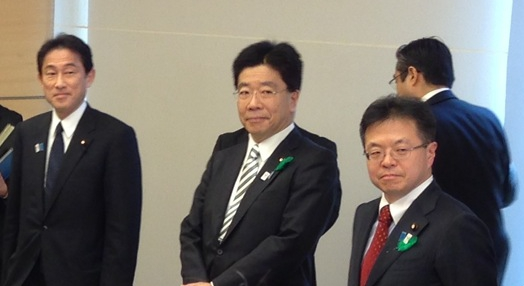
2013年4月15日、内閣総理大臣官邸にて外務大臣岸田文雄（左）、内閣官房副長官加藤勝信（中央）と

2012年12月26日発足の第2次安倍内閣で内閣官房副長官に就任。
2013年7月の第23回参議院議員通常選挙で4選。同年9月2日、民主党参議院議員の林久美子と婚姻届を提出した。共に再婚。
2014年の第47回衆議院議員総選挙では安倍晋三首相だけでなく、菅義偉官房長官も衆院選応援演説に回って官邸を不在としているため、官房副長官である世耕が首相官邸の留守番役として官房長官に代わって記者会見等に応じた。
2016年6月22日、内閣官房副長官の通算在任期間が1275日に至り、政務担当の内閣官房副長官として最長となり、8月3日まで在任して1317日となった。
2016年8月3日、第3次安倍第2次改造内閣で経済産業大臣、産業競争力担当、原子力経済被害担当、内閣府特命担当大臣（原子力損害賠償・廃炉等支援機構）として初入閣。9月1日から新設されたロシア経済分野協力担当大臣を兼務し、『日露経済協力計画を推進するため行政各部の所管する事務の調整』を担当 することとなった。
2017年3月、ドイツを訪問し、ハノーバーでドイツのツィプリス経済エネルギー大臣と会談。第4次産業革命に関する日独の協力の枠組みを定めた「ハノーバー宣言」に署名した。この宣言では、サイバーセキュリティ、国際標準化、規制改革、中小企業支援、研究開発、プラットフォーム、デジタル人材育成、自動車産業、情報通信、以上が主な協力事項として掲げられた。
2017年8月3日、第3次安倍第3次改造内閣で経済産業大臣、産業競争力担当、ロシア経済分野協力担当、原子力経済被害担当、内閣府特命担当大臣（原子力損害賠償・廃炉等支援機構）に留任。10月、第30回日本メガネベストドレッサー賞政界部門を受賞。11月1日、第4次安倍内閣で経済産業大臣、産業競争力担当、ロシア経済分野協力担当、原子力経済被害担当、内閣府特命担当大臣（原子力損害賠償・廃炉等支援機構）に再任。
2018年10月の第4次安倍第1次改造内閣でも、経済産業大臣、産業競争力担当、ロシア経済分野協力担当、原子力経済被害担当、内閣府特命担当大臣（原子力損害賠償・廃炉等支援機構）として留任。
2018年10月30日、ドイツのアルトマイヤー経済エネルギー大臣と会談。通商情勢や二国間の経済関係について意見交換を行なった。会談後、2017年3月に署名した日独協力の枠組みを定めた「ハノーバー宣言」の進展を踏まえ、今後の日本・ドイツが包括的に協力を強化していくことを確認するため「経済政策及び経済協力に関する日独共同声明」に署名した。共同声明は、多国間の通商政策、経済政策、産業政策、デジタル分野、エネルギー政策に及ぶものであった。
同年12月21日、国際博覧会担当大臣を兼務する。
2019年7月の第25回参議院議員通常選挙で5選。世耕はこの選挙において選挙区全国トップの得票率で当選（73.77%）を果たした。同年9月に国務大臣を退任し、参議院自由民主党幹事長に就任。

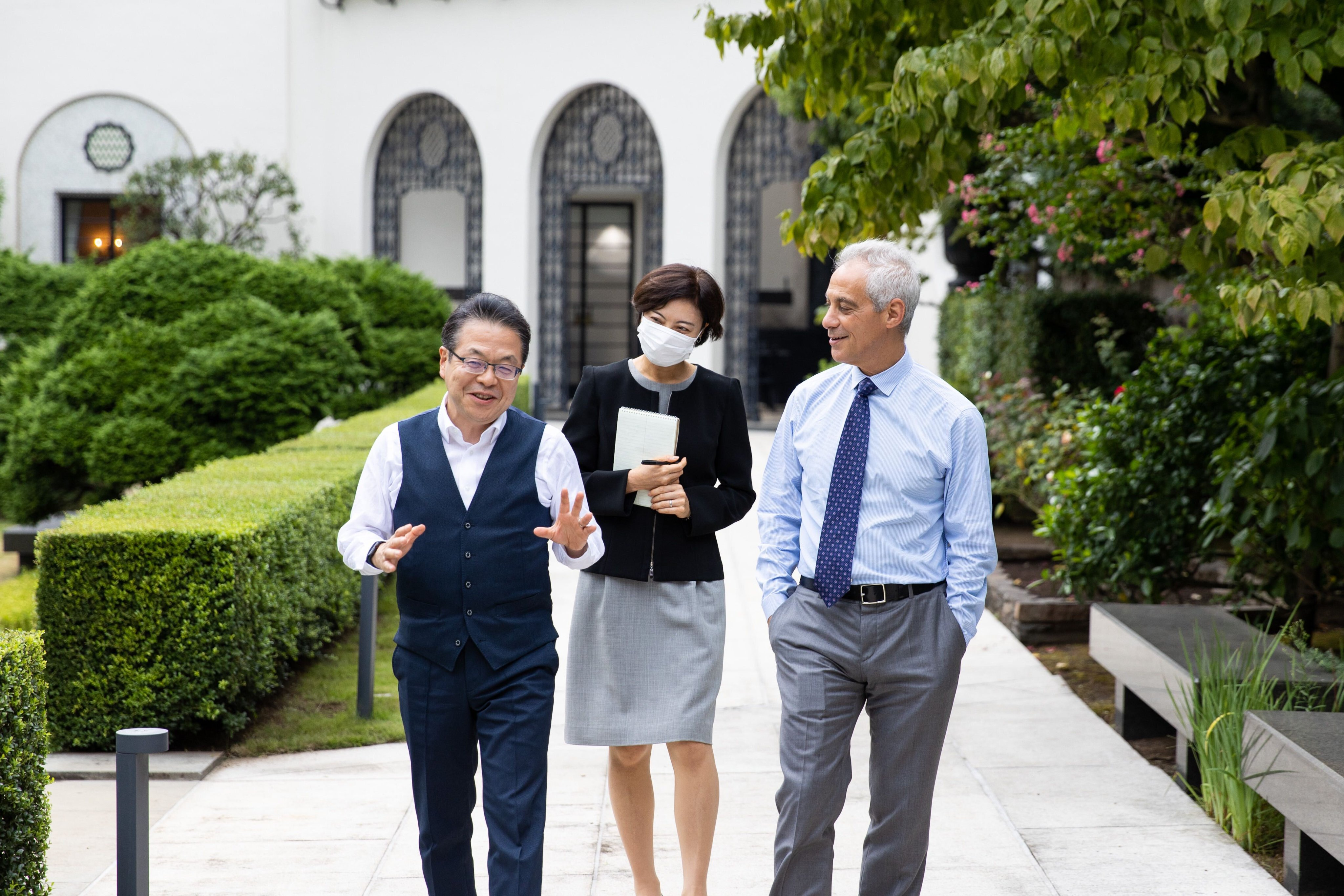
2022年8月24日、アメリカ大使エマニュエルとともに

2023年12月9日、自民党5派閥の政治資金パーティーをめぐる裏金問題で、安倍派座長の塩谷立と「5人衆」とされる世耕、松野博一、萩生田光一、西村康稔、高木毅の安倍派の中枢幹部の6人全員が直近5年間でそれぞれ1千万円超～約100万円の裏金のキックバックを派閥から受け、政治資金収支報告書に記載していない疑いがあることが明らかとなった（後述）。12月14日、世耕は参議院自由民主党幹事長の辞表を提出。12月19日、辞表は参議院の議員特別総会で承認された。
2024年2月1日、安倍派は最後の議員総会を開き、解散。世耕が会長を務めていた安倍派の参議院議員グループ「清風会」（約40人）も解体した。
同年4月4日、自民党より離党勧告を受け、離党届を提出し、受理された。
同年9月12日、自民党総裁選挙が告示され、9人が立候補した。石破茂、高市早苗、小泉進次郎の3人が競り合う構図が固まった終盤、世耕は投票資格はないにもかかわらず、高市に票をまとめようと、旧安倍派の参議院議員に働きかけた。「安倍派をはじめ派閥がなくなったことで、情報がなくなり、どう動けばいいのかと不安になっている議員は、渡りに船と、ボスの世耕氏の呼びかけに応じていた」とのちに旧安倍派の議員は証言している。9月27日総裁選執行。高市は麻生太郎と世耕の力添えで票を上乗せし、1回目の投票で1位となったが、決選投票で石破に敗れた。世耕に反発し石破に投じた議員もいたとされる。
同年10月5日、次期衆議院総選挙に和歌山県第2区から無所属で出馬する意向を表明。和歌山2区ではすでに自民党が二階伸康（二階俊博の三男）を擁立することを決めており、保守分裂選挙の様相を呈することとなった。同年10月15日公示の衆議院議員総選挙で和歌山県第2区に立候補を届け出たことにより参議院議員を自動失職した。10月27日の投開票の結果、二階伸康に比例復活も許さず衆議院議員初当選を果たした。11月1日、世耕ら非公認で出馬し当選した議員6人が衆院会派「自民党・無所属の会」に入会した。

## 略歴

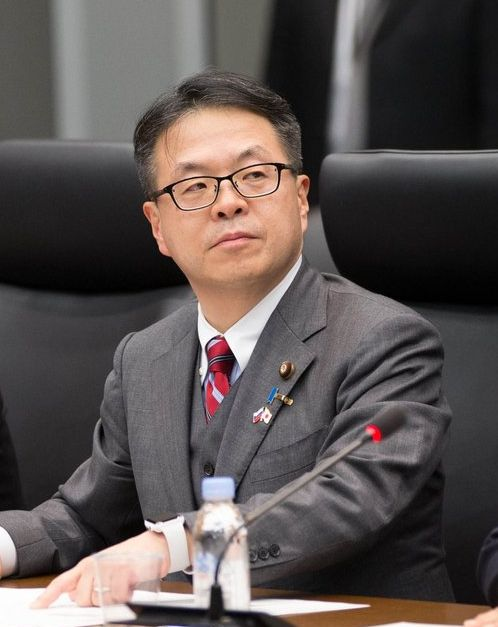
2016年11月1日撮影

- 1986年 - 早稲田大学政治経済学部政治学科卒業、日本電信電話株式会社入社
- 1990年 - 1992年 - 米国ボストン大学コミュニケーション学部大学院留学（企業広報論で修士号取得）
- 1992年 - 1998年 - 日本電信電話株式会社関西支社経理部経理担当課長、本社広報部報道担当課長
- 1998年 - 伯父（世耕政隆）の急逝により立候補、参議院和歌山県選挙区補欠選挙に初当選
- 2000年 - 自由民主党広報本部マルチメディア局長
- 2001年 - 第19回参議院議員通常選挙で再選
- 2002年 - 自由民主党和歌山県支部連合会会長
- 2003年 - 総務大臣政務官
- 2005年 - 自由民主党広報本部長代理（幹事長補佐）、党改革実行本部事務局長、参議院総務委員会委員長
- 2006年 - 安倍内閣内閣総理大臣補佐官（広報担当）、自由民主党幹事長補佐（広報担当）
- 2007年 - 第21回参議院議員通常選挙で3選、参議院議院運営委員会筆頭理事、学校法人近畿大学副理事長
- 2009年 - 参議院総務委員会筆頭理事、参議院消費者問題に関する特別委員会筆頭理事、自由民主党広報本部長代理、報道局次長
- 2010年 - 党幹事長代理兼同党参議院幹事長代理。
- 2011年 - 参議院自由民主党国会対策委員長代理、近畿大学理事長（ - 2013年）
- 2012年 - 党政調会長代理兼参議院自由民主党政策審議会長、第2次安倍内閣 官房副長官。
- 2013年 - 第23回参議院議員通常選挙で4選
- 2016年 - 第3次安倍内閣 経済産業大臣兼内閣府特命担当大臣（原子力損害賠償・廃炉等支援機構担当）
- 2017年 - 第4次安倍内閣 経済産業大臣兼内閣府特命担当大臣（原子力損害賠償・廃炉等支援機構担当）
- 2018年 - 第4次安倍改造内閣 経済産業大臣・ロシア経済分野協力担当大臣 留任
- 2019年 - 第25回参議院議員通常選挙で5選、参議院自由民主党幹事長、近畿大学理事長（現任）[42]
- 2024年 - 第50回衆議院議員総選挙で初当選

## 政策・主張

### 憲法
- 憲法改正について、2013年、2019年のアンケートで「賛成」と回答[43][44]。
- 9条改憲について、2013年の毎日新聞社のアンケートで選択肢以外の回答をした[45]。
- 憲法改正の発議要件を衆参それぞれ「過半数の賛成」に引き下げる96条改正ついて、2013年の毎日新聞社のアンケートで「賛成」と回答[45]。

### 外交・安全保障
- 「集団的自衛権を行使できるよう、憲法解釈を見直すべきだ」との問題提起に対し、2013年の毎日新聞社のアンケートで「見直すべきだ」と回答[45]。
- 「他国からの攻撃が予想される場合には先制攻撃もためらうべきではない」との問題提起に対し、2013年、2019年のアンケートで「どちらとも言えない」と回答[43][44]。
- 「北朝鮮に対しては対話よりも圧力を優先すべきだ」との問題提起に対し、2013年のアンケートで「どちらとも言えない」と回答[43]。2019年のアンケートで「反対」と回答[44]。
- 普天間基地の移設問題について、2013年の毎日新聞社のアンケートで「名護市辺野古に移設すべき」と回答[45]。
- 日本による過去の植民地支配と侵略を認めて謝罪した「村山談話」の見直し論議について、2013年の毎日新聞社のアンケートで回答しなかった[45]。
- 従軍慰安婦に対する旧日本軍の関与を認めた「河野談話」の見直し論議について、2013年の毎日新聞社のアンケートで回答しなかった[45]。

### ジェンダー
- 選択的夫婦別姓制度の導入について、2019年のアンケートで「賛成」と回答[44]。
- 同性婚を可能とする法改正について、2019年のアンケートで「賛成」と回答[44]。

### 部落問題
- 2014年6月、部落解放同盟和歌山県連合会第59回定期大会に祝電を送った[46]。
- 2016年12月9日、第192回国会で部落差別の解消の推進に関する法律案（衆議院提出）に賛成票を投じた[47]。

### エネルギー政策
- エネルギー政策に関して、「日本に原発は必要」と回答[48]。
- 原発の再稼働に賛成[49][50][51][52]。
- 原発の新設を検討すべきとする[49][50][51][52][53]
- 日本が外国に原発を輸出することに、賛成[45]。

### その他
- 「治安を守るためにプライバシーや個人の権利が制約されるのは当然だ」との問題提起に対し、2013年のアンケートで「どちらかといえば賛成」と回答[43]。2019年のアンケートで「反対」と回答[44]。
- 永住外国人への地方参政権付与について、2013年のアンケートで「反対」と回答[43]。
- 首相の靖国神社参拝について、2013年のアンケートで回答しなかった[43]。
- アベノミクスについて、2019年のアンケートで「評価する」と回答[44]。
- 消費税率を10％より高くすることについて、2019年のアンケートで「どちらかと言えば反対」と回答[44]。
- レジ袋を有料化にすべきと主張。2019年6月15日のG20の会合において、早ければ2020年4月からレジ袋の有料化を義務づける方針を表明した[54]。
- 串本太地道路の起工式では「すさみ串本道路は2025年春に完成という宣言をしていただいた。できるならば串本太地道路もしっかり完成させ、何とか（2025年の大阪・関西）万博に間に合わせてもらうことによって、この地域にも大きな万博の益があることを強く期待している。国会議員としてしっかり予算を付け、一日も早く完成するよう汗をかきたい」と述べた[55]。
- 第50回衆議院議員総選挙における10増10減の大幅な変更を伴う新しい区割り案に対して、2022年1月10日放送の和歌山放送のラジオ番組で「日本の国会議員は、人口比で世界各国より多いわけではない」「定数を増やして、いろんな分野の国会議員が出られるようにすることも一つの選択肢ではないか」との考えを示した[56]。

## 不祥事

### 政治資金パーティー収入の裏金問題
2023年12月1日に朝日新聞が、自民党5派閥が開いた政治資金パーティーをめぐる問題で、清和政策研究会（安倍派）が所属議員が販売ノルマを超えて集めた分の収入を裏金として議員側にキックバックする運用を組織的に続けてきた疑いがあるとスクープした。安倍派は2018～2022年に毎年1回パーティーを開き、計6億5884万円の収入を政治資金収支報告書に記載している。一方、収入・支出のいずれにも記載していない裏金の総額は直近5年間で1億円を超えるとされ（のちに5億円に修正）、共同通信は「実際のパーティー収入は少なくとも8億円前後に膨らむ可能性がある」と報じた。清和政策研究会の政治資金収支報告書の記載内容は下記のとおり。
| 年月日        | パーティー名                 | 会場               | 収入        | 購入者数 | 出典 |
| ------------- | ---------------------------- | ------------------ | ----------- | -------- | ---- |
| 2018年5月22日 | 清和政策研究会との懇親の集い | 東京プリンスホテル | 2億802万円  | 7,021人  | [66] |
| 2019年5月21日 | 清和政策研究会との懇親の集い | 東京プリンスホテル | 1億5338万円 | 5,177人  | [67] |
| 2020年9月28日 | 清和政策研究会との懇親の集い | 東京プリンスホテル | 1億262万円  | 3,464人  | [68] |
| 2021年12月6日 | 清和政策研究会との懇親の集い | 東京プリンスホテル | 1億2万円    | 3,376人  | [69] |
| 2022年5月17日 | 清和政策研究会との懇親の集い | 東京プリンスホテル | 9480万円    | 3,200人  | [61] |
| （合計）      |                              |                    | 6億5884万円 |          |      |
パーティー券は通常1枚2万円であるため、販売枚数が推計できるが、枚数に対する購入者の比率は2018年から2022年にかけてすべて「0.675」で統一されている。日本大学名誉教授の岩井奉信は「絶対にあり得ない」とし、安倍派は政治資金収支報告書に架空の購入者数を記入したとみられる。
安倍派5人衆の面々は森喜朗と会い続けた。明治大学出身の萩生田光一は12月3日、国立競技場で開催されたラグビーの早明戦を森とともに貴賓席で観戦した。12月5日、世耕と西村康稔と森はパレスホテル東京の日本料理店で2時間半にわたり会食した。この席には高木毅も参加予定だったが「週刊文春につけられているみたいだ」とおびえ、急遽キャンセルした。12月8日、参議院予算委員会で蓮舫が5日の会食について「口裏合わせをしたのでは」と指摘すると、西村は「口裏合わせなど一切行っておりません！」と語気を荒げて否定した。
同年12月8日夜までに、官房長官の松野博一、世耕、高木が直近5年間で1000万円を超える裏金のキックバックを受けた疑いがあることが報道により明らかとなった。12月9日朝、朝日新聞は、松野、世耕、高木のほか、安倍派座長の塩谷立、萩生田、西村についても裏金のキックバックを受けた疑いがあると報じた。12月11日、世耕が理事長を務める近畿大学の教職員組合は「『捜査への影響』を口実にキックバックの有無すら明言しない不誠実な態度は、政治不信を招くだけでなく、学校法人理事長の対応としても不適切」として、大学側に対し、理事長辞任などを求める団体交渉要求書を提出した。
同年12月14日、世耕は参議院自由民主党幹事長の辞表を提出した。12月19日、辞表は参議院の議員特別総会で承認された。
同年12月20日、『月刊Hanada』2024年2月号が発売。同号が組んだ特集「日本の危機2024」で世耕、西村、萩生田はインタビューに応じ、西村は裏金疑惑について「確認作業中」と述べ、萩生田は「正直、会計のことはよく分かっていない」と述べた。また、世耕と西村はそれぞれ将来の首相就任に意欲を示した。12月22日、安倍派においては、議員側の「中抜き」を含む3つのパターンで裏金づくりを行っていたことが関係者の証言により明らかとなった。12月24日までに東京地検特捜部は世耕、松野、塩谷、高木を任意で事情聴取した。12月25日、安倍派では少なくとも参議院議員選挙があった2019年と2022年に開いたパーティーについて、改選となる参議院議員に販売ノルマを設けず、集めた収入を全額キックバックしていたことが報道により明らかとなった。12月31日、議員側がノルマを超えて集めた分を派閥側に納入せずに懐に収めた「中抜き」の総額は、2018年 - 2022年の5年間で約1億円に上ることが判明。安倍派の直近5年間の裏金はキックバック分とあわせ約6億円に上るとされる。
2024年1月19日、記者会見で世耕は議員辞職を否定し、政治的な責任の取り方について「今後の政治行動によって示していきたい」と述べた。同日、東京地検特捜部は安倍派の会計責任者を政治資金規正法違反（虚偽記入）の罪で在宅起訴した。1月26日、特捜部は世耕ら安倍派幹部7人について、会計責任者との共謀は認められないとして不起訴（嫌疑なし）とした。
同年5月2日、東京地検特捜部は世耕を嫌疑不十分で不起訴処分とし、世耕の資金管理団体「紀成会」の会計責任者は虚偽記入罪の成立を認めた上で不記載額などを考慮して起訴猶予処分とした。
11月4日、東京第5検察審査会は、不起訴となった世耕の資金管理団体の会計責任者について「不起訴不当」と議決した。世耕については不起訴相当とした。12月26日、議決を受けて再捜査していた東京地検特捜部は会計責任者を再び起訴猶予処分とした。

### 資金管理団体の収支報告書で13か所「不明」と記載
2024年11月29日、総務省は前年分の政治資金収支報告書を公表。世耕の資金管理団体「紀成会」の収入や支出に、「不明」という記載が13カ所あったことが判明した。前年からの繰越額、収入総額、支出総額、これら三つはいずれも「不明」となっていた。支出の内訳を記す欄では、「贈答品等代」を組織活動費（交際費）として計上しているが、金額や支出した日付、相手方の名称や所在地もすべて不明となっていた。同日、世耕は読売新聞の取材に応じ、約60万円分の領収書は見つかっていないとした上で、「だから総額を不明とせざるを得ない」と答えた。収支報告書で、収支の総額を不明とするのは異例とされ、政治学者の岩井奉信は「『不明』との記述がまかり通れば、制度を根幹から揺るがす事態になりかねない。『不明』を解消しない限り、説明責任を果たしたとは言えない」と批判した。事務所は共同通信の取材に対し、理由や経緯について「担当者が不在で分からない」と述べた。

### 有権者に高級洋菓子を贈答
2024年3月、地元の和歌山市の有権者に高級洋菓子を渡していた疑いがあるとしんぶん赤旗が報じた。この有権者は世耕の支援者で、2023年11月、東京都内の高級ホテルで世耕と会食した際、高級洋菓子店のクッキー缶をもらったことを自身のブログに記載。「クッキー缶のおかげで今夜はヒーロー。世耕先生ありがとう」と、つづっていた。この洋菓子店は顧客登録と予約が必要とされる有名店とのこと。世耕は、「個人的に付き合いのある経営者」とした上で「こちら側から（会食の）応分の費用負担をお願いしましたが、固辞された。せめてもの一部の負担という思いでお渡ししたということで、いわゆる公職選挙法が禁じる寄付には当たらない」と主張した。公職選挙法違反罪で告発されたが、2024年5月2日、東京地検特捜部は世耕を嫌疑不十分で不起訴とした。
世耕の資金管理団体はこの洋菓子店には2021年と2022年で総額37万8000円分を支出していた。

## 人物
- 「自民党の“参謀”」と呼ばれていることについて、非常に誇りに思っていると述べている[101]。
- 第1次安倍政権で首相補佐官、第2次安倍政権で内閣官房副長官として安倍に直接仕えたことから、安倍の最側近の一人と言われた[102]。2012年4月に安倍を「日本を立て直せる唯一の人物」と評し[8]、「（自由民主党総裁選挙に）安倍さんが出てくれるなら、参謀として粉骨砕身がんばりたいと思う。他の人で参謀をやる気はありません」と述べた[8]。
- 同和問題を利用して恫喝を繰り返していた森山栄治が非常勤顧問を務めていた原発プラント設備会社の「柳田産業」の社長を含む5人から同じ日付で世耕の資金管理団体宛に750万円の個人献金がなされていた。抜け道的な企業献金の疑惑が生じた[103]。
- 2012年7月7日号の週刊東洋経済で、「（生活保護給付水準の）見直しに反対する人の根底にある考え方は、フルスペックの人権をすべて認めてほしいというものだ。つまり生活保護を受給していても、パチンコをやったり、お酒を頻繁に飲みに行くことは個人の自由だという。しかしわれわれは、税金で全額生活を見てもらっている以上、憲法上の権利は保障したうえで、一定の権利の制限があって仕方がないと考える。この根底にある考え方の違いが大きい」と述べた[104]。
- 2019年、安倍晋三首相が主催する「桜を見る会」を巡って、安倍首相が後援会関係者らを多数招いていたことが国会で問題となった。過去に参加したことをブログなどで報告していた山口県の県議会議員や首長が相次いで投稿を削除している中[105]、同年11月12日、世耕も参加した際の写真を自身のホームページから削除したと明らかにした[106]。
- 親台派である。2022年12月、台湾を訪問し蔡英文総統と会談している[107]。
- 現住所は和歌山県新宮市新宮[108][109]。家賃5万円ほどの賃貸物件を自宅として公表している[110]。

## 家族・親族
祖父は近畿大学初代総長で元経済企画庁長官の世耕弘一、伯父は元自治大臣の世耕政隆。父は近畿大学第3代理事長の世耕弘昭。母・基子（2022年死去）は、「ファンビ寺内」の寺内株式会社創業者寺内石夫の長女。弟は近畿大学幹部の世耕石弘。妻はかつて民主党・民進党に所属していた元参議院議員の林久美子。

## 資産公開
2025年4月7日に公開された衆院議員の資産等報告書によると、世耕は2位で4555万円だった。奈良県内の不動産計3582万円分を報告し、工作機械メーカー不二越の1万4000株も記載した。

## 選挙歴
| 当落 | 選挙                     | 執行日         | 年齢 | 選挙区         | 政党       | 得票数     | 得票率 | 定数 | 得票順位 /候補者数 | 政党内比例順位 /政党当選者数 |
| ---- | ------------------------ | -------------- | ---- | -------------- | ---------- | ---------- | ------ | ---- | ------------------ | ---------------------------- |
| 当   | 第17回参議院議員補欠選挙 | 1998年11月8日  | 35   | 和歌山県選挙区 | 自由民主党 | 19万7388票 | 50.13% | 1    | 1/3                | /                            |
| 当   | 第19回参議院議員通常選挙 | 2001年07月29日 | 38   | 和歌山県選挙区 | 自由民主党 | 31万9080票 | 67.72% | 1    | 1/4                | /                            |
| 当   | 第21回参議院議員通常選挙 | 2007年07月29日 | 44   | 和歌山県選挙区 | 自由民主党 | 25万6577票 | 52.27% | 1    | 1/3                | /                            |
| 当   | 第23回参議院議員通常選挙 | 2013年07月21日 | 50   | 和歌山県選挙区 | 自由民主党 | 33万7477票 | 77.25% | 1    | 1/3                | /                            |
| 当   | 第25回参議院議員通常選挙 | 2019年07月21日 | 56   | 和歌山県選挙区 | 自由民主党 | 29万5608票 | 73.77% | 1    | 1/2                | /                            |
| 当   | 第50回衆議院議員総選挙   | 2024年10月27日 | 61   | 和歌山県第2区  | 無所属     | 10万1739票 | 44.02% | 1    | 1/5                | /                            |

## 所属団体・議員連盟
- 創生「日本」 - 副会長
- 自由民主党広報本部 - 本部長代理
- 自由民主党報道局 - 次長
- 自由民主党行政改革推進本部 - 幹事
- 自由民主党生活保護に関するプロジェクトチーム - 座長
- 日韓議員連盟 - 幹事
- 速やかな政策実現を求める有志議員の会 - 代表世話人
- 医療現場の危機打開と再建を目指す国会議員連盟 - 幹事長代理兼事務局長
- 日露若手国会議員の会 - 日本側代表
- 緑の雇用議員の会 - 事務局長
- 自民党土地家屋調査士制度改革推進議員連盟 - 事務局長
- 自民党動物愛護管理推進議員連盟 - 幹事
- 日本・サウジアラビア友好議員連盟 - 事務局長
- 平和を願い真の国益を考え靖国神社参拝を支持する若手国会議員の会
- 再チャレンジ支援議員連盟
- 神道政治連盟国会議員懇談会
- 学校法人近畿大学 - 理事長（2011年10月 - 2013年2月）
- デジタルコンテンツ利用促進協会 - 副会長
- 近畿大学校友会
- 不安に寄り添う政治のあり方勉強会 - 座長[113]
- 公益社団法人全日本アーチェリー連盟会長
- 全ての女性の安心・安全と女子スポーツの公平性を守る議員連盟（顧問）[114]

## 支援団体
- 全国たばこ販売政治連盟（組織推薦候補者）[115]
- 神道政治連盟[116]

## 受賞・栄典

### 受賞
- 第48回ベストドレッサー賞【政治部門】（2019年）[117]

### 栄典
- オランダ:オラニエ＝ナッサウ勲章グランド・オフィサー - （2014年）
- スペイン:文民功労勲章グランド・クロス - （2017年）

## 著作
（単行本）
- 『自民党改造プロジェクト650日』新潮社、2006年。
- 『プロフェッショナル広報戦略』ゴマブックス、2005年。

（雑誌掲載記事）
- 「NTTの「2010年問題」わたしの提言 「経営形態はNTTが考えるべき ネット利活用推進が最優先課題」」『日経コミュニケーション』 2009年11月15日号
- 「政策道場 「特別予算勘定」を創設せよ」『日経ビジネス』 2009年2月16日号
- 「「安倍圧勝」をデザインする（福田康夫は絶対に出馬する-安倍VS福田参謀インタビュー-）」『文藝春秋』84(11)、2006年。
- 「すべてセオリー通り、です。（特集 総選挙PART2 徹底検証 メディアの敗北、その時、世論が動いた）『論座』（通号126）、2005年。
- 「政務官日誌(25)総務省 行政相談を広く国民の身近な存在に」『時評』46(4)（通号493）2004年。
- 「慣習に流されないために（全公開 国会議員の24時間）『論座』（通号89）、2002年。